# 林邑郡
林邑郡，中国古郡名。隋大业元年（605年）置。

## 历史
隋大业元年，隋煬帝遣將軍劉方襲破林邑國都城，并在林邑故地置比景、海阴、林邑三郡。初称冲州，下辖象浦、金山、交江、南极四县，州治象浦县（今越南广南省潍川县南茶轿），户一千二百二十。大业三年（607年），改州为郡，更名为林邑郡。